# Scafati
Scafati je italská obec s 50 tisíci obyvateli v provincii Salerno v oblasti Kampánie. Nachází se 30 km západně od Salerna, na dálnici A3. Místní části jsou Bagni, Mariconda, Marra-Zaffaranelli, Sant'Antonio Vecchio, San Pietro, San Vincenzo, Trentuno a Ventotto. Obyvatelé žijí hlavně z pracovních míst v průmyslu.
Za vidění zde stojí Piazza Vittorio Veneto v centru města, kde je kostel Santa Maria delle Vergini, a dále klášter Santa Maria di Real Valle, který se nachází ve čtvrti San Pietro a založil ho Karel I. z Anjou kolem roku 1270.